# رازبورای دم‌زرد
رازبورای دم‌زرد (Rasbora tornieri) گونه ای از پرتوبالگان آب شیرین در سرده رازبورا از سرزمین اصلی جنوب شرقی آسیا است.